# 彬牙王国
彬牙王國是1313年至1365年期間統治中緬甸的一個王國，首都位於彬牙。這個國家是敏象王國的繼承國。1313年，底哈都建立彬牙王國，宣稱法理上繼承蒲甘王國。
彬牙王國從建立伊始就面臨著內部分裂。北部省份實皆由底哈都的長子蘇雲統治，蘇雲成功為實皆贏得了自治，後來又在1325年底哈都死後正式從彬牙王國獨立。底哈都的兒子烏茲那和覺蘇瓦一世一直在為維持殘存的王國而苦苦掙扎，而彬牙王國對其治下的附庸控制能力弱小；最南端的東吁和卑謬事實上是獨立的。覺蘇瓦一世在位期間曾一度恢復中央的權威，但他死後再度分裂。覺蘇瓦二世在位期間修復了與實皆王國之間的緊張關係，共同對抗北方崛起的撣族政權麓川。麓川曾於1358年–1359年以及1362年–1363年兩度摧毀了彬牙城的郊外，這個事件使東吁成功擺脫彬牙的統治。在1364年麓川軍隊洗劫了實皆和彬牙之後，底哈都的玄孫德多明帕耶於同年控制了兩國被毀滅的首都，並於1365年建立阿瓦王國。